# Community (Fernsehserie)/Episodenliste

Logo der Fernsehserie Community

Die Episodenliste enthält alle Episoden der US-amerikanischen Comedyserie Community, sortiert nach der US-amerikanischen Erstausstrahlung. Die Fernsehserie umfasst sechs Staffeln mit 110 Episoden.

## Übersicht
| Staffel | Episodenanzahl | Erstveröffentlichung USA | Erstveröffentlichung USA | Deutschsprachige Erstausstrahlung | Deutschsprachige Erstausstrahlung |
| Staffel | Episodenanzahl | Premiere                 | Finale                   | Premiere                          | Finale                            |
| ------- | -------------- | ------------------------ | ------------------------ | --------------------------------- | --------------------------------- |
| 1       | 25             | 17. September 2009       | 20. Mai 2010             | 28. April 2012                    | 21. Juli 2012                     |
| 2       | 24             | 23. September 2010       | 12. Mai 2011             | 25. Januar 2013                   | 12. Februar 2013                  |
| 3       | 22             | 22. September 2011       | 17. Mai 2012             | 12. Februar 2013                  | 27. Februar 2013                  |
| 4       | 13             | 7. Februar 2013          | 9. Mai 2013              | 6. August 2013                    | 13. August 2013                   |
| 5       | 13             | 2. Januar 2014           | 17. April 2014           | 26. Oktober 2014                  | 4. Januar 2015                    |
| 6       | 13             | 17. März 2015            | 2. Juni 2015             | 2. August 2015                    | 11. Oktober 2015                  |

## Staffel 1
Die Erstausstrahlung der ersten Staffel war vom 17. September 2009 bis zum 20. Mai 2010 auf dem US-amerikanischen Sender NBC zu sehen. Die deutschsprachige Erstausstrahlung sendete der deutsche Free-TV-Sender ProSieben vom 28. April bis zum 21. Juli 2012.
| Nr. (ges.) | Nr. (St.) | Deutscher Titel           | Originaltitel                   | Erstausstrahlung USA | Deutschsprachige Erstausstrahlung (D) | Regie                     | Drehbuch                      | Zuschauer (USA) | Kursbezeichnung                         |
| ---------- | --------- | ------------------------- | ------------------------------- | -------------------- | ------------------------------------- | ------------------------- | ----------------------------- | --------------- | --------------------------------------- |
| 1          | 1         | Zurück aufs College       | Pilot                           | 17. Sep. 2009        | 28. Apr. 2012                         | Anthony Russo & Joe Russo | Dan Harmon                    | 7,89 Mio.       | Erster Schultag                         |
| 2          | 2         | Grundkurs Spanisch        | Spanish 101                     | 24. Sep. 2009        | 28. Apr. 2012                         | Joe Russo                 | Dan Harmon                    | 5,39 Mio.       | Spanisch Grundkurs                      |
| 3          | 3         | Carpe Diem                | Introduction to Film            | 1. Okt. 2009         | 5. Mai 2012                           | Anthony Russo             | Tim Hobert & Jon Pollack      | 5,86 Mio.       | Filmeinführung                          |
| 4          | 4         | Bitte warten              | Social Psychology               | 8. Okt. 2009         | 5. Mai 2012                           | Anthony Russo             | Liz Cackowski                 | 4,87 Mio.       | Sozialpsychologie                       |
| 5          | 5         | Prozess im Schwimmbad     | Advanced Criminal Law           | 15. Okt. 2009        | 12. Mai 2012                          | Joe Russo                 | Andrew Guest                  | 5,01 Mio.       | Strafrecht für Fortgeschrittene         |
| 6          | 6         | Toiletten-Talk            | Football, Feminism and You      | 22. Okt. 2009        | 12. Mai 2012                          | Joe Russo                 | Hilary Winston                | 5,18 Mio.       | Football, Feminismus und du             |
| 7          | 7         | Mexikanisches Halloween   | Introduction to Statistics      | 29. Okt. 2009        | 19. Mai 2012                          | Justin Lin                | Tim Hobert & Jon Pollack      | 5,32 Mio.       | Einführung in die Statistik             |
| 8          | 8         | Picknick unter Sternen    | Home Economics                  | 5. Nov. 2009         | 19. Mai 2012                          | Anthony Russo             | Lauren Pomerantz              | 5,45 Mio.       | Hauswirtschaftslehre                    |
| 9          | 9         | Der Mensch ist gut        | Debate 109                      | 12. Nov. 2009        | 26. Mai 2012                          | Joe Russo                 | Tim Hobert                    | 5,09 Mio.       | Debattieren 109                         |
| 10         | 10        | Green Day für Arme        | Environmental Science           | 19. Nov. 2009        | 26. Mai 2012                          | Seth Gordon               | Zach Paez                     | 4,86 Mio.       | Umweltwissenschaften                    |
| 11         | 11        | Das P-Wort                | The Politics of Human Sexuality | 3. Dez. 2009         | 2. Juni 2012                          | Anthony Russo             | Hilary Winston                | 5,42 Mio.       | Die Politik von menschlicher Sexualität |
| 12         | 12        | Die Weihnachtsschlacht    | Comparative Religion            | 10. Dez. 2009        | 2. Juni 2012                          | Adam Davidson             | Liz Cackowski                 | 5,51 Mio.       | Komparative Religionswissenschaft       |
| 13         | 13        | Zweite Wahl               | Investigative Journalism        | 14. Jan. 2010        | 9. Juni 2012                          | Joe Russo                 | Jon Pollack & Tim Hobert      | 5,42 Mio.       | Investigativer Journalismus             |
| 14         | 14        | Echte Männer tanzen nicht | Interpretive Dance              | 21. Jan. 2010        | 9. Juni 2012                          | Justin Lin                | Lauren Pomerantz              | 4,73 Mio.       | Interpretivkürtanz                      |
| 15         | 15        | Jeder mit jedem           | Romantic Expressionism          | 4. Feb. 2010         | 16. Juni 2012                         | Joe Russo                 | Andrew Guest                  | 5,23 Mio.       | Romantischer Expressionismus            |
| 16         | 16        | Trunken am Telefon        | Communication Studies           | 11. Feb. 2010        | 16. Juni 2012                         | Adam Davidson             | Chris McKenna                 | 5,15 Mio.       | Kommunikationswissenschaften            |
| 17         | 17        | Billard ohne              | Physical Education              | 4. März 2010         | 23. Juni 2012                         | Anthony Russo             | Jessie Miller                 | 5,06 Mio.       | Sportunterricht                         |
| 18         | 18        | Familientag               | Basic Genealogy                 | 11. März 2010        | 23. Juni 2012                         | Ken Whittingham           | Karey Dornetto                | 4,70 Mio.       | Genealogie Grundkurs                    |
| 19         | 19        | Die Parkplatzsegler       | Beginner Pottery                | 18. März 2010        | 30. Juni 2012                         | Anthony Russo             | Hilary Winston                | 5,21 Mio.       | Töpferei Grundkurs                      |
| 20         | 20        | Die Spaßbremse            | The Science of Illusion         | 25. März 2010        | 30. Juni 2012                         | Adam Davidson             | Zach Paez                     | 5,07 Mio.       | Die Wissenschaft der Illusion           |
| 21         | 21        | Die Hühnchen-Mafia        | Contemporary American Poultry   | 22. Apr. 2010        | 7. Juli 2012                          | Tristram Shapeero         | Emily Cutler & Karey Dornetto | 3,67 Mio.       | Zeitgenössische amerikanische Geflügel  |
| 22         | 22        | Angriff der Rotznasen     | The Art of Discourse            | 29. Apr. 2010        | 7. Juli 2012                          | Adam Davidson             | Chris McKenna                 | 4,36 Mio.       | Die Kunst des Diskurs                   |
| 23         | 23        | Last Man Standing         | Modern Warfare                  | 6. Mai 2010          | 14. Juli 2012                         | Justin Lin                | Emily Cutler                  | 4,35 Mio.       | Moderne Kriegsführung                   |
| 24         | 24        | Die Sache Chang           | English as a Second Language    | 13. Mai 2010         | 14. Juli 2012                         | Gail Mancuso              | Tim Hobert                    | 4,49 Mio.       | Englisch als Zweitsprache               |
| 25         | 25        | Das magische Dreieck      | Pascal’s Triangle Revisited     | 20. Mai 2010         | 21. Juli 2012                         | Joe Russo                 | Hilary Winston                | 4,41 Mio.       | Pascalsches Dreieck wieder aufgegriffen |

## Staffel 2
Die Erstausstrahlung der zweiten Staffel war vom 23. September 2010 bis zum 12. Mai 2011 auf dem US-amerikanischen Fernsehsender NBC zu sehen. Die deutschsprachige Erstausstrahlung erfolgte vom 25. Januar 2013 bis zum 12. Februar wochentags in Doppelfolgen auf dem deutschen Pay-TV-Sender ProSieben Fun. Dabei wich der Sender teilweise von der Ausstrahlungsreihenfolge in den USA ab.
| Nr. (ges.) | Nr. (St.) | Deutscher Titel                  | Originaltitel                              | Erstausstrahlung USA | Deutschsprachige Erstausstrahlung (D) | Regie             | Drehbuch                        | Zuschauer (USA) | Kursbezeichnung                                 |
| ---------- | --------- | -------------------------------- | ------------------------------------------ | -------------------- | ------------------------------------- | ----------------- | ------------------------------- | --------------- | ----------------------------------------------- |
| 26         | 1         | Frauenpower                      | Anthropology 101                           | 23. Sep. 2010        | 25. Jan. 2013                         | Joe Russo         | Chris McKenna                   | 5,01 Mio.       | Anthropologie Grundkurs                         |
| 27         | 2         | Fünf Stunden Breakdance          | Accounting for Lawyers                     | 30. Sep. 2010        | 28. Jan. 2013                         | Joe Russo         | Emily Cutler                    | 4,53 Mio.       | Rechnungswesen für Anwälte                      |
| 28         | 3         | Das Gleichgewicht des Schreckens | The Psychology of Letting Go               | 7. Okt. 2010         | 28. Jan. 2013                         | Anthony Russo     | Hilary Winston                  | 4,20 Mio.       | Die Psychologie vom Loslassen                   |
| 29         | 4         | Greendale, wir haben ein Problem | Basic Rocket Science                       | 14. Okt. 2010        | 29. Jan. 2013                         | Anthony Russo     | Andy Bobrow                     | 4,81 Mio.       | Raketentechnik Grundkurs                        |
| 30         | 5         | Der Club der Hundertjährigen     | Messianic Myths and Ancient Peoples        | 21. Okt. 2010        | 29. Jan. 2013                         | Tristram Shapeero | Andrew Guest                    | 4,46 Mio.       | Messianische Mythen und antike Völker           |
| 31         | 6         | Zombie-Alarm!                    | Epidemiology                               | 28. Okt. 2010        | 30. Jan. 2013                         | Anthony Hemingway | Karey Dornetto                  | 5,64 Mio.       | Epidemiologie                                   |
| 32         | 7         | Das Flüstern der Welt            | Aerodynamics of Gender                     | 4. Nov. 2010         | 30. Jan. 2013                         | Tristram Shapeero | Adam Countee                    | 4,61 Mio.       | Aerodynamik von Geschlechtern                   |
| 33         | 8         | Die fast nackte Wahrheit         | Cooperative Calligraphy                    | 11. Nov. 2010        | 31. Jan. 2013                         | Joe Russo         | Megan Ganz                      | 4,53 Mio.       | Kooperative Kalligrafie                         |
| 34         | 9         | Professor Professorson           | Conspiracy Theories and Interior Design    | 18. Nov. 2010        | 1. Feb. 2013                          | Adam Davidson     | Chris McKennat                  | 4,41 Mio.       | Verschwörungstheorien und Innenarchitektur      |
| 35         | 10        | Endlich ein Mann!                | Mixology Certification                     | 2. Dez. 2010         | 31. Jan. 2013                         | Jay Chandrasekhar | Andy Bobrow                     | 4,55 Mio.       | Mixologie Zertifizierung                        |
| 36         | 11        | Weihnachten auf Planet Abed      | Abed's Uncontrollable Christmas            | 9. Dez. 2010         | 11. Feb. 2013                         | Duke Johnson      | Dino Stamatopoulos & Dan Harmon | 4,29 Mio.       | Abeds unkontrollierbares Weihnachten            |
| 37         | 12        | Ein Kind, zwei Väter?            | Asian Population Studies                   | 20. Jan. 2011        | 1. Feb. 2013                          | Anthony Russo     | Emily Cutler                    | 4,73 Mio.       | Asiatische Bevölkerungsstudien                  |
| 38         | 13        | Die falsche Botschaft            | Celebrity Pharmacology                     | 27. Jan. 2011        | 4. Feb. 2013                          | Fred Goss         | Hilary Winston                  | 4,59 Mio.       | Promi-Pharmakologie                             |
| 39         | 14        | Fat Neil schlägt zurück          | Advanced Dungeons & Dragons                | 3. Feb. 2011         | 5. Feb. 2013                          | Joe Russo         | Andrew Guest                    | 4,37 Mio.       | Dungeons and Dragons für Fortgeschrittene       |
| 40         | 15        | Liverpool gegen Manchester       | Early 21st Century Romanticism             | 10. Feb. 2011        | 4. Feb. 2013                          | Steven Sprung     | Karey Dornetto                  | 3,81 Mio.       | Romantik im frühen 21. Jahrhundert              |
| 41         | 16        | Pierce – Die Doku                | Intermediate Documentary Filmmaking        | 17. Feb. 2011        | 5. Feb. 2013                          | Joe Russo         | Megan Ganz                      | 4,11 Mio.       | Zwischenzeitliches Dokumentarfilmmachen         |
| 42         | 17        | Wahlkampf für Anfänger           | Intro to Political Science                 | 24. Feb. 2011        | 6. Feb. 2013                          | Jay Chandrasekhar | Adam Countee                    | 3,79 Mio.       | Einführung in Politikwissenschaft               |
| 43         | 18        | Wer ist hier das Monster?        | Custody Law and Eastern European Diplomacy | 17. März 2011        | 6. Feb. 2013                          | Anthony Russo     | Andy Bobrow                     | 4,15 Mio.       | Sorgerecht und Osteuropa-Diplomatie             |
| 44         | 19        | Mein Essen mit Abed              | Critical Film Studies                      | 24. März 2011        | 7. Feb. 2013                          | Richard Ayoade    | Sona Panos                      | 4,46 Mio.       | Kritische Filmstudien                           |
| 45         | 20        | Füreinander geschaffen           | Competitive Wine Tasting                   | 14. Apr. 2011        | 7. Feb. 2013                          | Joe Russo         | Emily Cutler                    | 3,49 Mio.       | Wettbewerbsfähige Weinprobe                     |
| 46         | 21        | Im Tunnel der Erinnerungen       | Paradigms of Human Memory                  | 21. Apr. 2011        | 8. Feb. 2013                          | Tristram Shapeero | Chris McKenna                   | 3,17 Mio.       | Paradigmen des menschlichen Gedächtnis          |
| 47         | 22        | Das Greendale-Baby               | Applied Anthropology and Culinary Arts     | 28. Apr. 2011        | 8. Feb. 2013                          | Jay Chandrasekhar | Karey Dornetto                  | 3,35 Mio.       | Angewandte Anthropologie und kulinarische Kunst |
| 48         | 23        | Für eine Handvoll Paintballs     | A Fistful of Paintballs (Part 1)           | 5. Mai 2011          | 11. Feb. 2013                         | Joe Russo         | Andrew Guest                    | 3,49 Mio.       | Eine Handvoll von Paintball-Kugeln              |
| 49         | 24        | Für ein paar Paintballs mehr     | For a Few Paintballs More (Part 2)         | 12. Mai 2011         | 12. Feb. 2013                         | Joe Russo         | Hilary Winston                  | 3,32 Mio.       | Für ein paar mehr Paintball-Kugeln              |

## Staffel 3
Die Erstausstrahlung der dritten Staffel war vom 22. September 2011 bis zum 17. Mai 2012 auf dem US-amerikanischen Sender NBC zu sehen. Die deutschsprachige Erstausstrahlung erfolgte vom 12. bis zum 27. Februar 2013 direkt anschließend an die zweite Staffel auf dem deutschen Pay-TV-Sender ProSieben Fun.
| Nr. (ges.) | Nr. (St.) | Deutscher Titel                 | Originaltitel                                   | Erstausstrahlung USA | Deutschsprachige Erstausstrahlung (D) | Regie             | Drehbuch                        | Zuschauer (USA) | Kursbezeichnung                                 |
| ---------- | --------- | ------------------------------- | ----------------------------------------------- | -------------------- | ------------------------------------- | ----------------- | ------------------------------- | --------------- | ----------------------------------------------- |
| 50         | 1         | Die Magie des Tisches           | Biology 101                                     | 22. Sep. 2011        | 12. Feb. 2013                         | Anthony Russo     | Garrett Donovan & Neil Goldman  | 3,93 Mio.       | Biologie Grundkurs                              |
| 51         | 2         | Verfurzte Nationen              | Geography of Global Conflict                    | 29. Sep. 2011        | 13. Feb. 2013                         | Joe Russo         | Andy Bobrow                     | 3,98 Mio.       | Geographie eines globalen Konflikts             |
| 52         | 3         | Todd ist schuld!                | Competitive Ecology                             | 6. Okt. 2011         | 13. Feb. 2013                         | Anthony Russo     | Maggie Bandur                   | 3,35 Mio.       | Wettbewerbsfähige Ökologie                      |
| 53         | 4         | Chaostheorie                    | Remedial Chaos Theory                           | 13. Okt. 2011        | 14. Feb. 2013                         | Jeff Melman       | Chris McKenna                   | 3,78 Mio.       | Förder-Chaostheorie                             |
| 54         | 5         | Das Lerngruppenmassaker         | Horror Fiction in Seven Spooky Steps            | 27. Okt. 2011        | 14. Feb. 2013                         | Tristram Shapeero | Dan Harmon                      | 3,42 Mio.       | Horror-Fiktion in sieben unheimlichen Schritten |
| 55         | 6         | Schwulsein für Fortgeschrittene | Advanced Gay                                    | 3. Nov. 2011         | 15. Feb. 2013                         | Joe Russo         | Matt Murray                     | 3,84 Mio.       | Schwul für Fortgeschrittene                     |
| 56         | 7         | Die Kunst, umzuziehen           | Studies in Modern Movement                      | 10. Nov. 2011        | 15. Feb. 2013                         | Tristram Shapeero | Adam Countee                    | 3,49 Mio.       | Studien der Moderne                             |
| 57         | 8         | Der Weiberfilm                  | Documentary Filmmaking: Redux                   | 17. Nov. 2011        | 18. Feb. 2013                         | Joe Russo         | Megan Ganz                      | 3,62 Mio.       | Dokumentarisches Filmemachen: Remake            |
| 58         | 9         | Kickerkönige                    | Foosball and Nocturnal Vigilantism              | 1. Dez. 2011         | 18. Feb. 2013                         | Anthony Russo     | Chris Kula                      | 3,74 Mio.       | Tischfußball und nachtaktive Selbstjustiz       |
| 59         | 10        | Weihnachten mit dem Glee-Club   | Regional Holiday Music                          | 8. Dez. 2011         | 19. Feb. 2013                         | Tristram Shapeero | Steve Basilone & Annie Mebane   | 3,60 Mio.       | Regionale Feiertagsmusik                        |
| 60         | 11        | Die Geschäftsidee               | Urban Matrimony and the Sandwich Arts           | 15. März 2012        | 19. Feb. 2013                         | Kyle Newacheck    | Vera Santamaria                 | 4,75 Mio.       | Kommunale Ehe und die Sandwich-Künste           |
| 61         | 12        | Die Doppelgänger                | Contemporary Impressionists                     | 22. März 2012        | 20. Feb. 2013                         | Kyle Newacheck    | Alex Cooley                     | 3,87 Mio.       | Zeitgenössische Impressionisten                 |
| 62         | 13        | Kissen oder Decken?             | Digital Exploration of Interior Design (Part 1) | 29. März 2012        | 20. Feb. 2013                         | Dan Eckman        | Chris McKenna                   | 3,48 Mio.       | Digitale Erforschung der Innenarchitektur       |
| 63         | 14        | Die Schlacht um Greendale       | Pillows and Blankets (Part 2)                   | 5. Apr. 2012         | 21. Feb. 2013                         | Tristram Shapeero | Andy Bobrow                     | 3,00 Mio.       | Kissen und Decken                               |
| 64         | 15        | Vampire und andere Dämonen      | Origins of Vampire Mythology                    | 12. Apr. 2012        | 21. Feb. 2013                         | Steven Tsuchida   | Dan Harmon                      | 3,09 Mio.       | Ursprünge von Vampirmythologie                  |
| 65         | 16        | Das Traumatorium                | Virtual Systems Analysis                        | 19. Apr. 2012        | 22. Feb. 2013                         | Tristram Shapeero | Matt Murray                     | 2,77 Mio.       | Virtuelle Systemanalyse                         |
| 66         | 17        | Law & Order: Greendale          | Basic Lupine Urology                            | 26. Apr. 2012        | 22. Feb. 2013                         | Rob Schrab        | Megan Ganz                      | 3,21 Mio.       | Grundkurs lupiner Urologie                      |
| 67         | 18        | The Greendale Seven             | Course Listing Unavailable                      | 3. Mai 2012          | 26. Feb. 2013                         | Tristram Shapeero | Tim Saccardo                    | 3,20 Mio.       | Kursbezeichnung nicht verfügbar                 |
| 68         | 19        | Mit Abed auf der Couch          | Curriculum Unavailable                          | 10. Mai 2012         | 26. Feb. 2013                         | Adam Davidson     | Adam Countee                    | 2,99 Mio.       | Studienplan nicht verfügbar                     |
| 69         | 20        | Das andere Universum            | Digital Estate Planning                         | 17. Mai 2012         | 26. Feb. 2013                         | Adam Davidson     | Matt Warburton                  | 2,97 Mio.       | Digitale Anwesenplanung                         |
| 70         | 21        | Changs Diktatur                 | The First Chang Dynasty                         | 17. Mai 2012         | 26. Feb. 2013                         | Jay Chandrasekhar | Matt Fusfeld & Alex Cuthbertson | 2,61 Mio.       | Die erste Chang-Dynastie                        |
| 71         | 22        | Duell in der Sonnenkammer       | Introduction to Finality                        | 17. Mai 2012         | 27. Feb. 2013                         | Tristram Shapeero | Steve Basilone & Annie Mebane   | 2,48 Mio.       | Einführung in Finalität                         |

## Staffel 4
Die Erstausstrahlung der vierten Staffel war vom 7. Februar bis zum 9. Mai 2013 auf dem US-amerikanischen Sender NBC zu sehen. Die deutschsprachige Erstausstrahlung fand vom 6. bis zum 13. August 2013 auf dem deutschen Pay-TV-Sender ProSieben Fun statt.
| Nr. (ges.) | Nr. (St.) | Deutscher Titel                 | Originaltitel                              | Erstausstrahlung USA | Deutschsprachige Erstausstrahlung (D) | Regie                | Drehbuch                                     | Zuschauer (USA) | Kursbezeichnung                                   |
| ---------- | --------- | ------------------------------- | ------------------------------------------ | -------------------- | ------------------------------------- | -------------------- | -------------------------------------------- | --------------- | ------------------------------------------------- |
| 72         | 1         | Der letzte erste Collegetag     | History 101                                | 7. Feb. 2013         | 6. Aug. 2013                          | Tristram Shapeero    | Andy Bobrow                                  | 3,88 Mio.       | Grundkurs Geschichte                              |
| 73         | 2         | Der Panikraum                   | Paranormal Parentage                       | 14. Feb. 2013        | 6. Aug. 2013                          | Tristram Shapeero    | Megan Ganz                                   | 2,76 Mio.       | Paranormale Herkunft                              |
| 74         | 3         | Verneigt euch vor Thoraxis!     | Conventions of Space and Time              | 21. Feb. 2013        | 7. Aug. 2013                          | Michael Patrick Jann | Maggie Bandur                                | 3,08 Mio.       | Gepflogenheiten von Raum und Zeit                 |
| 75         | 4         | Willkommen zum Oktoberfest      | Alternative History of the German Invasion | 28. Feb. 2013        | 7. Aug. 2013                          | Steven Tsuchida      | Ben Wexler                                   | 2,83 Mio.       | Alternative Geschichte der deutschen Invasion     |
| 76         | 5         | Ausbruchpläne                   | Cooperative Escapism in Familial Relations | 7. März 2013         | 8. Aug. 2013                          | Tristram Shapeero    | Steve Basilone & Annie Mebane                | 3,29 Mio        | Kooperativer Eskapismus in familiären Beziehungen |
| 77         | 6         | Changnesie: die Dokumentation   | Advanced Documentary Filmmaking            | 14. März 2013        | 8. Aug. 2013                          | Jay Chandrasekhar    | Hunter Covington                             | 2,58 Mio.       | Dokumentarisches Filmemachen für Fortgeschrittene |
| 78         | 7         | Archie der Wal                  | Economics of Marine Biology                | 21. März 2013        | 9. Aug. 2013                          | Tricia Brock         | Tim Saccardo                                 | 2,95 Mio.       | Volkswirtschaftslehre der Meeresbiologie          |
| 79         | 8         | Die Brittastrophe               | Herstory of Dance                          | 4. Apr. 2013         | 9. Aug. 2013                          | Tristram Shapeero    | Jack Kukoda                                  | 2,32 Mio.       | Frauengeschichte des Tanzes                       |
| 80         | 9         | Puppentherapie                  | Intro to Felt Surrogacy                    | 11. Apr. 2013        | 12. Aug. 2013                         | Tristram Shapeero    | Gene Hong                                    | 2,84 Mio.       | Einführung in Filz-Leihmutterschaft               |
| 81         | 10        | Knotenkunde                     | Intro to Knots                             | 18. Apr. 2013        | 12. Aug. 2013                         | Tristram Shapeero    | Andy Bobrow                                  | 3,13 Mio.       | Einführung in Knoten                              |
| 82         | 11        | Freaky Friday                   | Basic Human Anatomy                        | 25. Apr. 2013        | 13. Aug. 2013                         | Beth McCarthy-Miller | Jim Rash                                     | 2,33 Mio.       | Grundlegende menschliche Anatomie                 |
| 83         | 12        | Superhelden                     | Heroic Origins                             | 2. Mai 2013          | 13. Aug. 2013                         | Victor Nelli Jr.     | Steve Basilone, Annie Mebane & Maggie Bandur | 2,67 Mio.       | Heldenhafte Ursprünge                             |
| 84         | 13        | Einführung in die Endgültigkeit | Advanced Introduction to Finality          | 9. Mai 2013          | 13. Aug. 2013                         | Tristram Shapeero    | Megan Ganz                                   | 3,08 Mio.       | Einführung für Fortgeschrittene in die Finalität  |

## Staffel 5
Die Erstausstrahlung der fünften Staffel war vom 2. Januar bis 17. April 2014 auf dem US-amerikanischen Sender NBC zu sehen. Die deutschsprachige Erstausstrahlung sendete der deutsche Free-TV-Sender Comedy Central vom 26. Oktober 2014 bis 4. Januar 2015.
| Nr. (ges.) | Nr. (St.) | Deutscher Titel                                    | Originaltitel                              | Erstausstrahlung USA | Deutschsprachige Erstausstrahlung (D) | Regie             | Drehbuch                   | Zuschauer (USA) | Kursbezeichnung                                          |
| ---------- | --------- | -------------------------------------------------- | ------------------------------------------ | -------------------- | ------------------------------------- | ----------------- | -------------------------- | --------------- | -------------------------------------------------------- |
| 85         | 1         | Zurück nach Greendale                              | Repilot                                    | 2. Jan. 2014         | 26. Okt. 2014                         | Tristram Shapeero | Dan Harmon & Chris McKenna | 3,494 Mio.      | —                                                        |
| 86         | 2         | Einführung ins Lehren!                             | Introduction to Teaching                   | 2. Jan. 2014         | 26. Okt. 2014                         | Jay Chandrasekhar | Andy Bobrow                | 3,494 Mio.      | Einführung in das Unterrichten                           |
| 87         | 3         | Grundkurs Gesäßfalten-Münzkunde                    | Basic Intergluteal Numismatics             | 9. Jan. 2014         | 16. Nov. 2014                         | Tristram Shapeero | Erik Sommers               | 3,579 Mio.      | Gesäßfalten-Münzkunde für Anfänger                       |
| 88         | 4         | Ein Zylinder voller Super-Sperma                   | Cooperative Polygraphy                     | 16. Jan. 2014        | 2. Nov. 2014                          | Tristram Shapeero | Alex Rubens                | 3,069 Mio.      | Kooperative Polygrafie                                   |
| 89         | 5         | Geothermische Realitätsflucht                      | Geothermal Escapism                        | 23. Jan. 2014        | 9. Nov. 2014                          | Joe Russo         | Tim Saccardo               | 3,023 Mio.      | Geothermaler Eskapismus                                  |
| 90         | 6         | Kork-basierte Netzwerktechnik                      | Analysis of Cork-Based Networking          | 30. Jan. 2014        | 23. Nov. 2014                         | Tristram Shapeero | Monica Padrick             | 3,006 Mio.      | Analyse von korkbasierter Vernetzung                     |
| 91         | 7         | Verräterisches Schwarmbewusstsein!                 | Bondage and Beta Male Sexuality            | 27. Feb. 2014        | 30. Nov. 2014                         | Tristram Shapeero | Dan Guterman               | 2,562 Mio.      | Bondage und Beta männliche Sexualität                    |
| 92         | 8         | App-Entwicklung und Katzenpunkte                   | App Development and Condiments             | 6. März 2014         | 30. Nov. 2014                         | Rob Schrab        | Jordan Blum & Parker Deay  | 2,791 Mio.      | App-Entwicklung und Würze                                |
| 93         | 9         | VCR-Kultivierung und pädagogische Veröffentlichung | VCR Maintenance and Educational Publishing | 13. März 2014        | 7. Dez. 2014                          | Tristram Shapeero | Donald Diego               | 2,773 Mio.      | VCR-Wartung und schulisches Veröffentlichen              |
| 94         | 10        | Väter und Söhne                                    | Advanced Advanced Dungeons and Dragons     | 20. März 2014        | 14. Dez. 2014                         | Joe Russo         | Matt Roller                | 3,321 Mio.      | Dungeons & Dragons für fortgeschrittene Fortgeschrittene |
| 95         | 11        | G.I. Jeff – Geheimauftrag Cobra                    | G.I. Jeff                                  | 3. Apr. 2014         | 21. Dez. 2014                         | Rob Schrab        | Dino Stamatopoulos         | 2,499 Mio.      | GI Jeff                                                  |
| 96         | 12        | Grund-Geschichte                                   | Basic Story (Part 1)                       | 10. Apr. 2014        | 28. Dez. 2014                         | Jay Chandrasekhar | Carol Kolb                 | 2,559 Mio.      | Grundkurs Erzählung                                      |
| 97         | 13        | Emotionale Komponente                              | Basic Sandwich (Part 2)                    | 17. Apr. 2014        | 4. Jan. 2015                          | Rob Schrab        | Ryan Ridley                | 2,871 Mio.      | Grundkurs Sandwich                                       |

## Staffel 6
Die Veröffentlichung der sechsten Staffel lief vom 17. März bis 2. Juni 2015 auf der US-amerikanischen Internetplattform Yahoo! Screen. Die deutschsprachige Erstausstrahlung war vom 2. August 2015 bis zum 11. Oktober 2015 im deutschen Free-TV-Sender Comedy Central zu sehen.
| Nr. (ges.) | Nr. (St.) | Deutscher Titel                                 | Originaltitel                                  | Erstveröffentlichung USA | Deutschsprachige Erstausstrahlung (D) | Regie                | Drehbuch                   | Kursbezeichnung                                  |
| ---------- | --------- | ----------------------------------------------- | ---------------------------------------------- | ------------------------ | ------------------------------------- | -------------------- | -------------------------- | ------------------------------------------------ |
| 98         | 1         | Leitern                                         | Ladders                                        | 17. März 2015            | 2. Aug. 2015                          | Rob Schrab           | Dan Harmon & Chris McKenna | Leitern                                          |
| 99         | 2         | Rasenmäher-Wartung und postnatale Pflege        | Lawnmower Maintenance & Postnatal Care         | 17. März 2015            | 2. Aug. 2015                          | Nat Faxon & Jim Rash | Alex Rubens                | Rasenmäher-Wartung und postnatale Versorgung     |
| 100        | 3         | Verhalten in Krisensituationen                  | Basic Crisis Room Decorum                      | 24. März 2015            | 23. Aug. 2015                         | Bobcat Goldthwait    | Monica Padrick             | Grundkurs Krisenzimmeretikette                   |
| 101        | 4         | Queer Studies und Wachsen für Fortgeschrittene  | Queer Studies & Advanced Waxing                | 31. März 2015            | 9. Aug. 2015                          | Jim Rash & Nat Faxon | Matt Lawton                | Schwulenstudien und Wachsen für Fortgeschrittene |
| 102        | 5         | Robotertechnik und Partyrecht                   | Laws of Robotics & Party Rights                | 7. Apr. 2015             | 16. Aug. 2015                         | Rob Schrab           | Dean Young                 | Gesetze der Robotik und Partyrechte              |
| 103        | 6         | E-Mail-Sicherheit für Anfänger                  | Basic Email Security                           | 14. Apr. 2015            | 23. Aug. 2015                         | Jay Chandrasekhar    | Matt Roller                | Grundkurs E-Mail-Sicherheit                      |
| 104        | 7         | Sicherheitstechnik für Fortgeschrittene         | Advanced Safety Features                       | 21. Apr. 2015            | 30. Aug. 2015                         | Rob Schrab           | Carol Kolb                 | Sicherheitsmerkmale für Fortgeschrittene         |
| 105        | 8         | Einführung ins Filmrecycling                    | Intro to Recycled Cinema                       | 28. Apr. 2015            | 6. Sept. 2015                         | Victor Nelli Jr.     | Clay Lapari                | Einführung in Recyclingkino                      |
| 106        | 9         | Gaunern für Anfänger                            | Grifting 101                                   | 5. Mai 2015              | 13. Sept. 2015                        | Rob Schrab           | Ryan Ridley                | Grundkurs Bauernfängerei                         |
| 107        | 10        | Wohnmobilreparaturen und Handlesen für Anfänger | Basic RV Repair and Palmistry                  | 12. Mai 2015             | 20. Sept. 2015                        | Jay Chandrasekhar    | Dan Guterman               | Grundkurs Wohnmobilreparatur und Handlesekunst   |
| 108        | 11        | Moderne Spionage                                | Modern Espionage                               | 19. Mai 2015             | 27. Sept. 2015                        | Rob Schrab           | Mark Stegemann             | Moderne Spionage                                 |
| 109        | 12        | Hochzeitsvideos für Anfänger                    | Wedding Videography                            | 26. Mai 2015             | 4. Okt. 2015                          | Adam Davidson        | Briggs Hatton              | Hochzeitsvideografie                             |
| 110        | 13        | Emotionale Auswirkungen von Fernsehen           | Emotional Consequences of Broadcast Television | 2. Juni 2015             | 11. Okt. 2015                         | Rob Schrab           | Dan Harmon & Chris McKenna | Emotionale Auswirkungen von Fernsehübertragungen |